# 明斯特大学
明斯特大学（德語：Universität Münster，缩写：UM），是一所公立综合研究型大学，德国U15大学联盟成员之一，位于德国北莱茵-威斯特法伦州明斯特市。

## 历史
明斯特大学是德国最大和最著名的大学之一，大学目前拥有7所学院，15个系。学校的历史可以追溯到1588年建立的教徒学校,17世纪时已经在学校开始哲学神学讲座。1771年，科隆大主教正式颁发了成立拥有4所学院的明斯特国立大学的公文。大学于1774年成立法学系，并开始医学课程。1780年正式作为大学对外招收学生。
1902年，在萨尔姆-霍斯特马尔亲王奥托二世的鼓动下，普鲁士议会决定在明斯特开设新的法学院。为了配合议会的决定，德意志帝国皇帝威廉二世于同年将明斯特大学升格为综合性大学。
1907年8月22日，威廉二世亲自授予威斯特法伦-威廉-明斯特大学的名字。
大学先后有1位校友和1名教授各获得诺贝尔奖，10位教授获得莱普尼兹奖，5位教授获得马克斯·普朗克奖章，1位教授获得洪堡研究奖。大学更是为德国培养出了德國聯邦總統古斯塔夫·海涅曼和一大批的部长、州长和大企业家。现任欧盟委员会主席乌尔苏拉·冯德莱恩亦曾在此学习经济学。
2023年，更名為明斯特大學。

## 科系设置
- 新教神学学院
- 天主教神学学院
- 法学院
- 经济学院
- 医学院
- 哲学院
  - 教育和社会科学系
  - 心理学和体育学系
  - 历史和哲学系
  - 文字学系
- 自然科学和数学学院
  - 数学和计算机科学系
  - 物理学系
  - 化学和药学系
  - 生物学系
  - 地球科学系
- 音乐学院

## 著名校友
- 卡尔·魏尔施特拉斯，德国数学家，给函数的极限建立了严格的定义，被誉为“现代分析之父”。
- 威廉·阿克曼，数学家，提出阿克曼函数。
- 格哈德·多马克，病理学家与细菌学家，在明斯特大学担任实验病理学讲师（1924-1927），因对世界上第一种商品化抗菌药百浪多息的研究被授予1939年诺贝尔生理学或医学奖。
- 约翰内斯·贝德诺尔茨，德国物理学家，因发现了陶瓷材料的高温超导特性，获得1987年诺贝尔物理学奖。
- 弗里德里希·希策布鲁赫，德国数学家和英国皇家学会院士，马克斯·普朗克数学研究所的创立者和首任所长（1980-1995）。
- 格尔德·法尔廷斯，数学家，1986年菲尔兹奖得主，马克斯·普朗克数学研究所所长。
- 教宗本笃十六世，罗马教皇（2005-2013），1963-1966年担任明斯特大学神学教授。
- 卡尔·巴特，瑞士新教神学家，1925-1930年担任明斯特大学神学教授。
- 乌尔苏拉·冯德莱恩，现任欧盟委员会主席。
- 古斯塔夫·海涅曼，德意志联邦共和国总统（1969-1974）。
- 沃尔夫冈·克莱门特，联邦经济和劳工部长（2002-2005）。
- 延斯·莱曼，德国足球运动员，传奇门将，三次随德国队参加世界杯。

## 外部連接
- University of Münster（英语） （页面存档备份，存于）

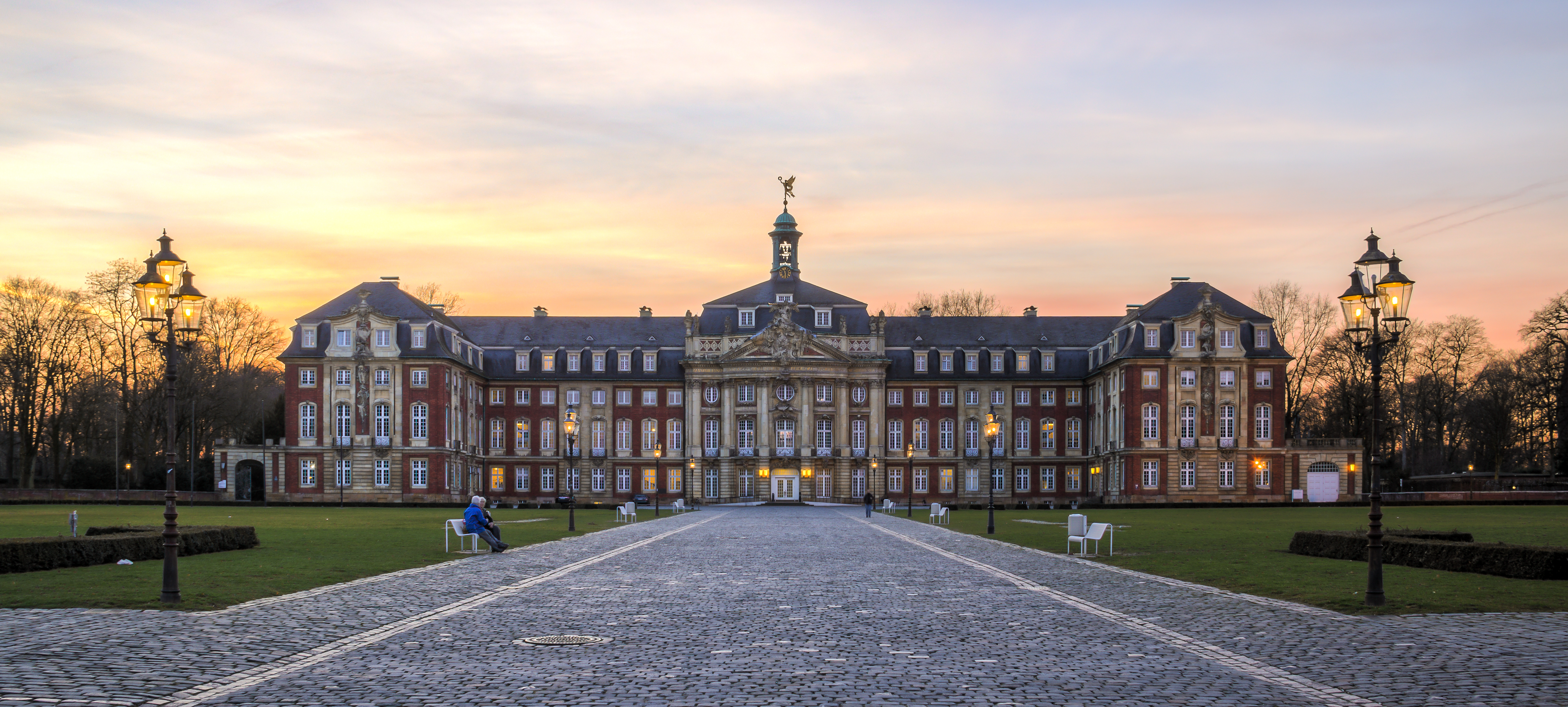
大學行政樓，也是學校的標志性建築

- Universität Münster（德语） （页面存档备份，存于）